# Rahelgrab
Koordinaten: 31° 43′ 9,7″ N, 35° 12′ 7,4″ O

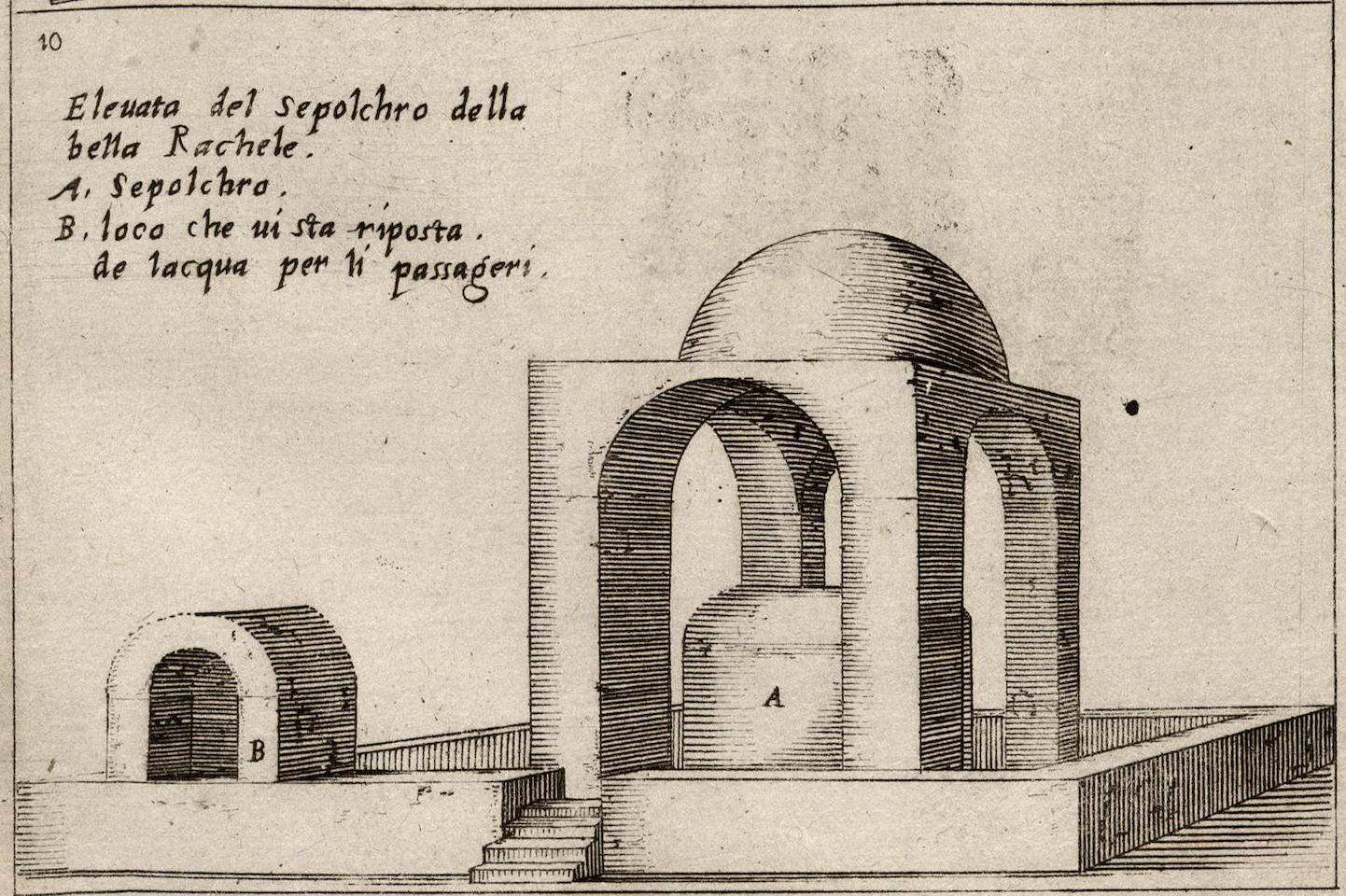
Bernardino Amico: Trattato delle Piante & Immagini de Sacri Edifizi di Terra Santa

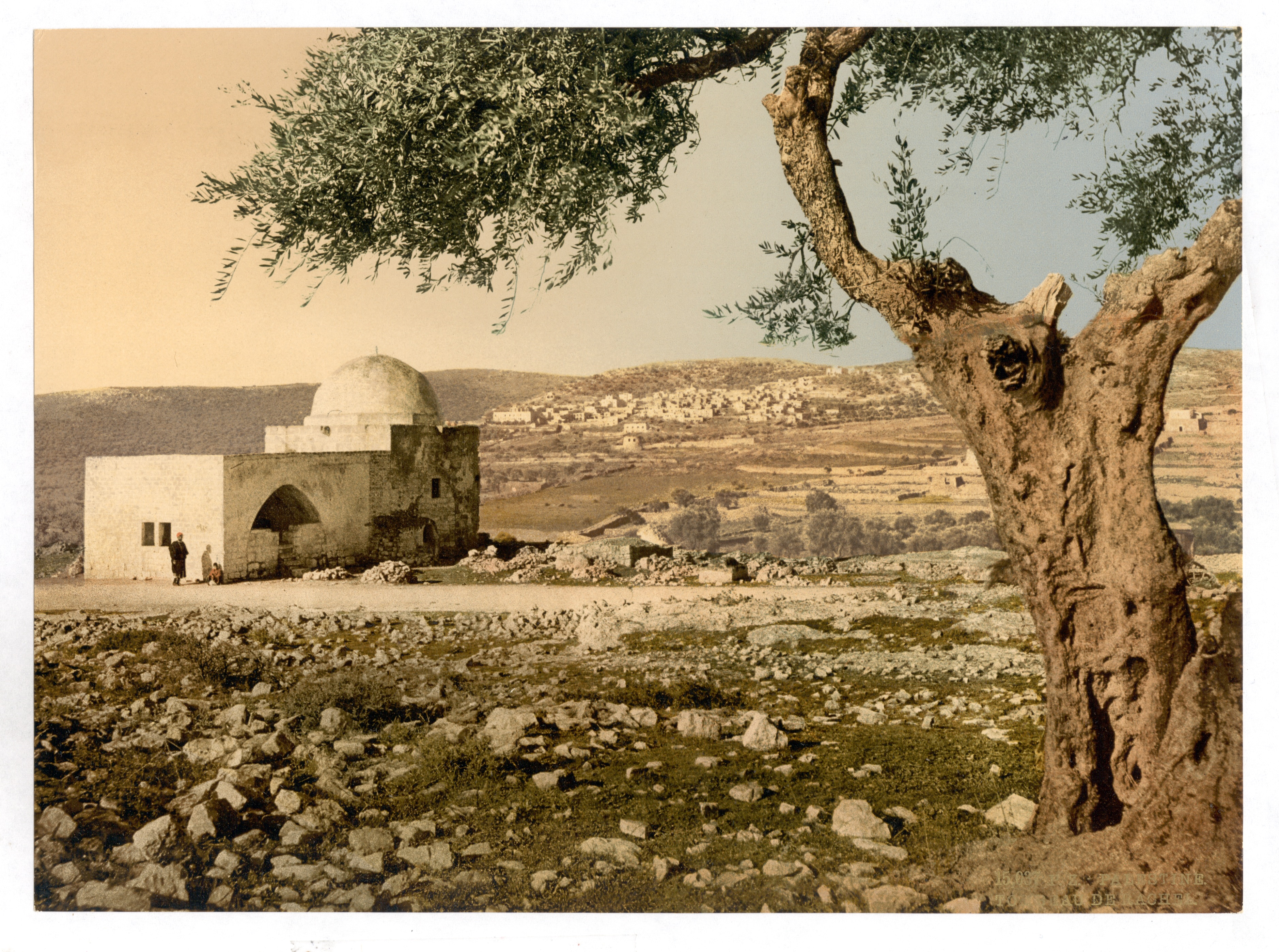
Historische Fotografie, zwischen 1890 und 1900

Das Rahelgrab (hebräisch קבר רחל Ḳever Raḥel) ist eine heilige Stätte in der Nähe von Bethlehem. Der traditionelle arabische Name ist قبة راحيل / Qubbat Rāḥīl / ‚Rahel-Kuppel‘. Seit dem Jahr 2000 wird von palästinensischer Seite aus politischen Gründen die Bezeichnung Bilal-Moschee (arabisch مسجد بلال, DMG Masǧid Bilāl, nach Bilāl ibn Rabāh, einem Gefährten des Propheten Mohammed), bevorzugt.
Es gibt vier Orte im Westjordanland, die von Muslimen und Juden als heilig betrachtet werden, zwei mit herausgehobener Bedeutung (die Patriarchengräber in Hebron und das Rahelgrab) und zwei weniger bedeutende (das Josefsgrab in Nablus und Deir an-Nabi Samwīl nördlich Jerusalem).

## Biblische Rahelgrabtraditionen
Die Hebräische Bibel kennt zwei Lokalisierungen für das Grab der Matriarchin Rahel, eine südlich und eine nördlich von Jerusalem. Das heute verehrte Rahelgrab entspricht der Südtradition.
In der Erzelternerzählung Gen 35,16–20  wird beschrieben, dass Rahel bei der Geburt ihres zweiten Sohnes Benjamin starb. Jakob, ihr Mann, begrub sie daraufhin „an der Straße nach Efrata, das jetzt Betlehem heißt“ und setzte ihr einen Gedenkstein. Die gleiche Lokalisierung wird noch einmal Gen 48,7  von Jakob im Rückblick auf sein Leben wiederholt.
Die Nordtradition lokalisiert ein Grab Rahels nahe Rama (1 Sam 10,2–5 , Jer 31,15 ).
Das Jeremia-Zitat wird im Matthäusevangelium im Sinne der Südtradition verstanden und im Zusammenhang mit dem Kindermord des Herodes als Schriftbeleg angeführt (Mt 2,17–18 ).

## Spätantikes und mittelalterliches Rahelgrab
Über die Verehrung der Unschuldigen Kinder in Bethlehem entstand mittelbar ein Zusammenhang des Rahelgrabs mit dem christlichen Pilgerziel der Geburtskirche in Bethlehem. Die älteste Lokalisierung eines Rahelgrabs an der heutigen Stelle stammt aus dem 4. Jahrhundert n. Chr. Der Pilger von Bordeaux sah vier Meilen südlich von Jerusalem das Grabmal der Rahel an der rechten Straßenseite. Arkulf beschrieb es im 7. Jahrhundert als eine Steinpyramide.
Schon im 12. Jahrhundert beschrieben mehrere Reisende (Al-Idrisi, Benjamin von Tudela, Johannes von Würzburg) das Grab so, wie es Bernardino Amico im Jahr 1610 sah: über dem Grab erhob sich eine von vier Pfeilern getragene Kuppel. Zum hohen Stellenwert des Rahelgrabs im Judentum trug die mystische Interpretation von Jer 31,15  im Zohar bei. Die um ihre Kinder weinende Rahel wurde als eine Form der mitleidvollen göttlichen Präsenz (Schechina) bei seinem Volk verstanden.

## Jüdisches Pilgerziel und muslimischer Friedhof
Muslimische Taamireh-Beduinen legten im 18./19. Jahrhundert um das Rahelgrab ihren Friedhof an. Eine Moschee an dieser Stätte ist 1820 bezeugt. Verschiedene Quellen des 18. und 19. Jahrhunderts stimmen darin überein, dass jüdische Pilger sowie die sephardische jüdische Gemeinde in Jerusalem genötigt wurden, Geld oder Geschenke für den Zugang zum Rahelgrab zu entrichten.
Moses Montefiore ließ die Anlage 1841 grundlegend renovieren. Seitdem gibt es zwei Vorräume, durch die der Besucher in den überkuppelten Raum gelangt, in dem sich das Kenotaph Rahels befindet. Titus Tobler beschrieb die Anlage so, wie sie auf Bildern und Fotografien des 19. Jahrhunderts zu sehen ist: „ein kleines, niedriges, viereckiges, aufgemauertes und übertünchtes Gebäude mit einer Kuppel.“ Im Norden sei eine schlichte Vorhalle mit Flachdach angebaut. Der Zentralraum sei 1851 bis auf einen Topf völlig leer gewesen, das Kenotaph mithin „modern“.
Tobler sah um 1850 einen Ort, der von Pilgern mehrerer Religionen besucht wurde: „Der Ort steht bei Allen, bei Juden, Christen und Mohammedanern, in großer Verehrung, und es geschehen dahin häufig Wallfahrten.“ Er würdigte, dass die Muslime, „welche das Grab Rahels … durch eine Moschee ehrten, sich vor einigen Jahren entschließen konnten, ihr Heiligtum an die Juden, welchen es freilich am schicklichsten gehört, abzutreten,“ wenigstens besäße die jüdische Gemeinde seit der Renovierung Montefiores den Schlüssel.
Im ersten der beiden von Montefiore erbauten Vorräume wurde nachträglich ein Mihrab eingebaut.
Um 1900 stellte sich die Situation so dar: „Die Grabkuppel, völlig in der Art der muslimischen Welis gebaut, bietet nichts Interessantes, der moderne Sarkophag ist geweißt. … Das Grab steht bei Muslimen, Christen und Juden in großer Verehrung; namentlich die letzteren pilgern scharenweise hierher; Beduinen bringen ihre Toten zur Beerdigung dahin. Die Mauern sind mit Namen von Pilgern beschrieben.“

## Seit der Staatsgründung Israels

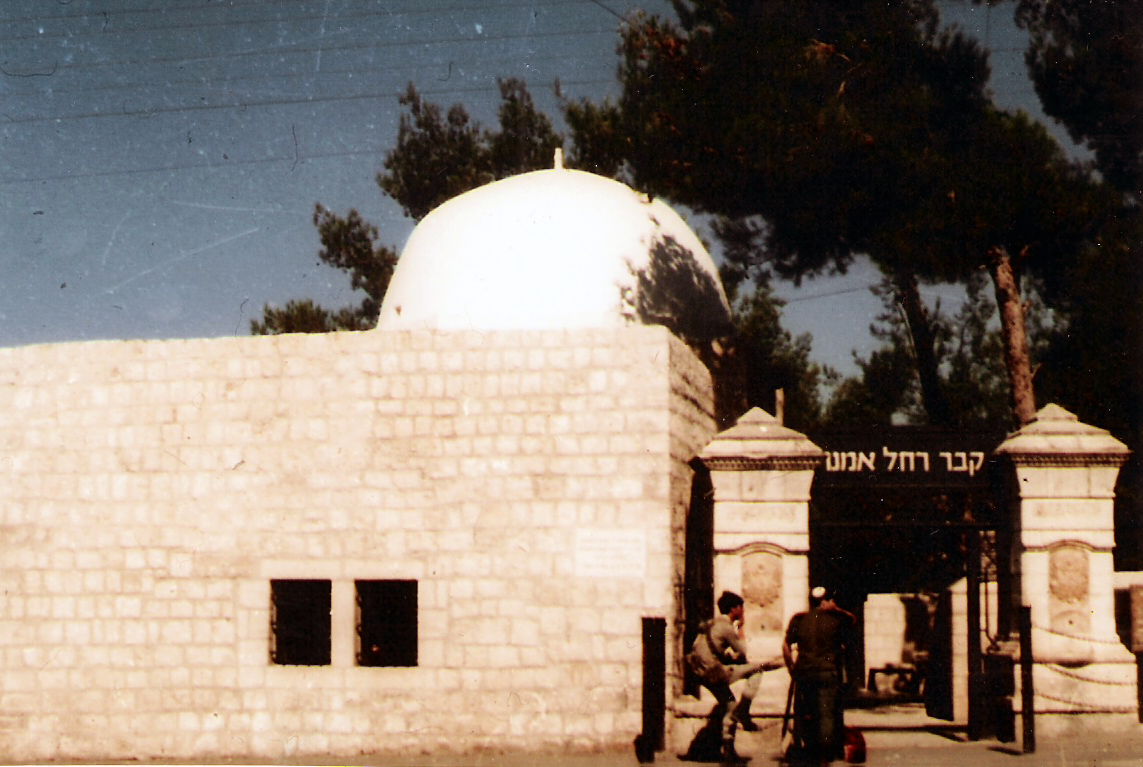
Israelische Soldaten sichern den Eingang des Rahelgrabs („Grab unserer Mutter Rahel“), 1978

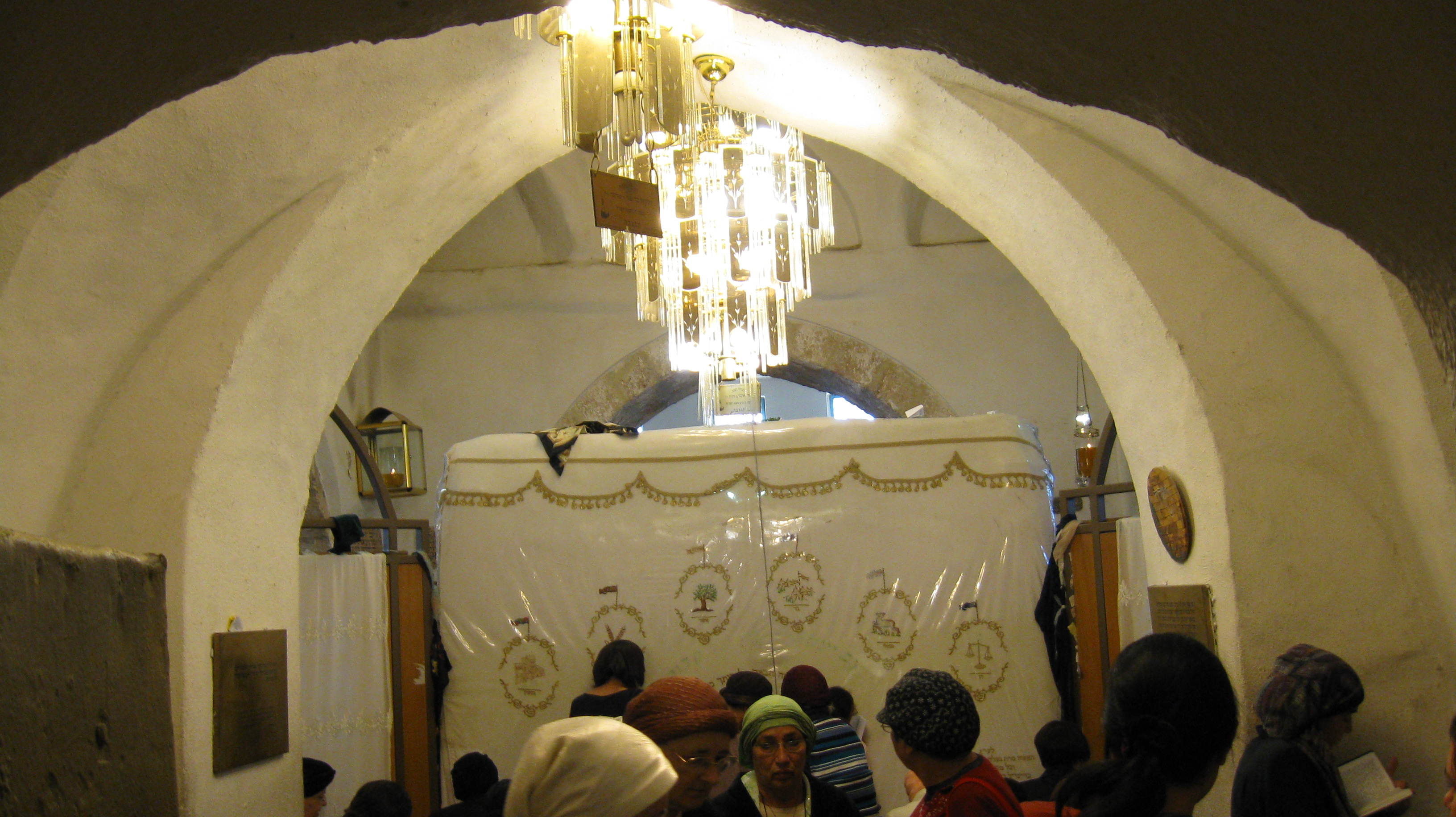
Innenraum mit Kenotaph, 2008

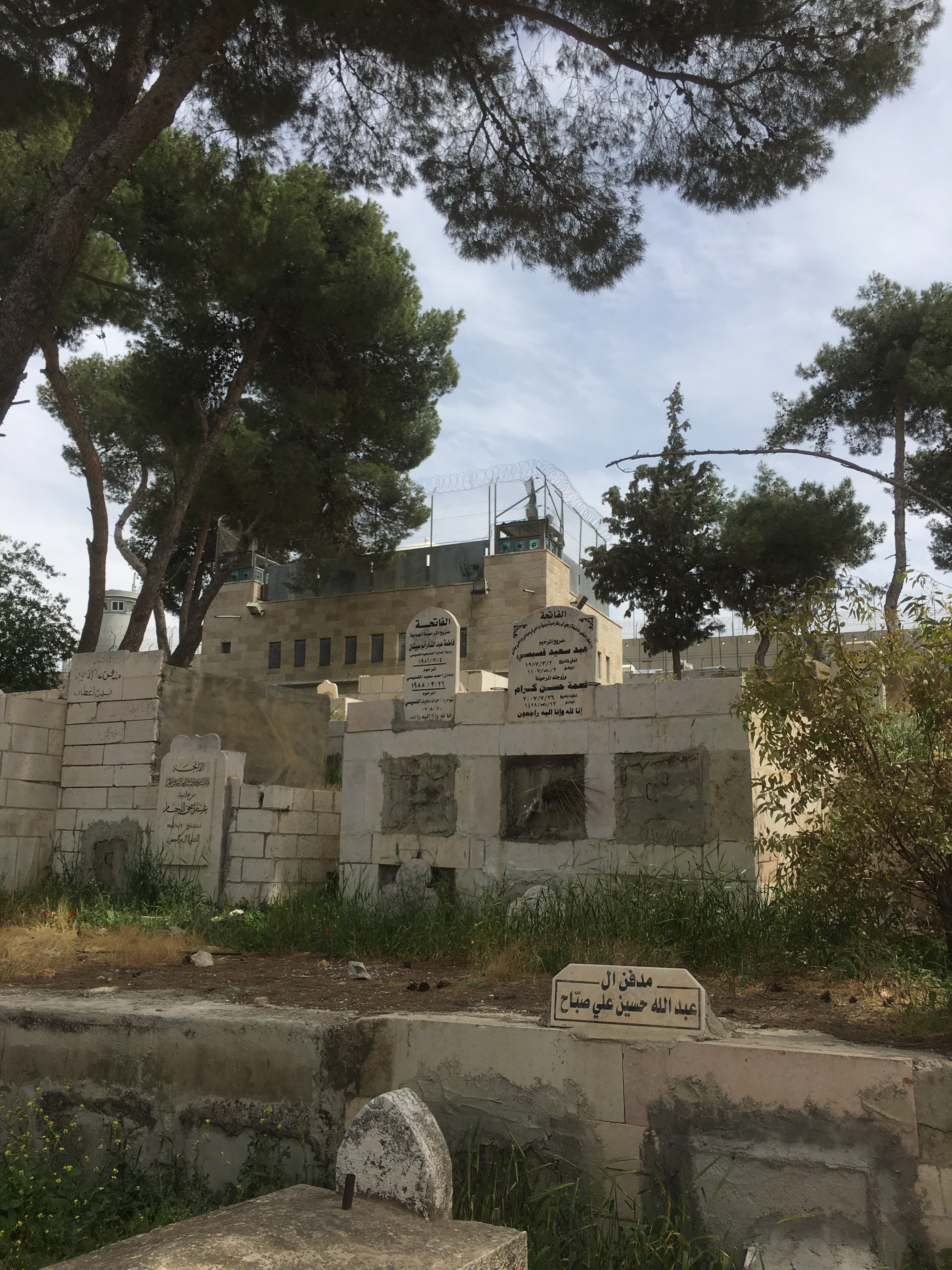
Rahelgrab-Schutzbau und muslimische Gräber, Ansicht von Westen, 2018

Nach dem Palästinakrieg stand das Rahelgrab unter jordanischer Kontrolle und war bis 1967 für jüdische Besucher nicht zugänglich.
1995 wurde bekannt, dass Jitzchak Rabin der palästinensischen Autonomiebehörde die Kontrolle über das Rahelgrab übertragen wollte (Zone A). Dies führte zu emotionalen Protesten, zum Beispiel durch die Rabbiner Ovadja Yosef, Israel Meir Lau und Menachem Porusch und die Knessetabgeordneten Abraham Rawitz, Chanan Porat und Avraham Verdiger. Chanan Porat stellte sich an die Spitze einer Bewegung zur Gründung einer Jeschiwa am Rahelgrab (Yeshivat Neḥamat Raḥel), die im Juli 1995 eingeweiht wurde.
Am 17. Juli 1995 fand ein Gespräch von Mitgliedern der Regierung und Vertretern des Militärs im Büro des Premierministers statt. Es wurde beschlossen, dass das israelische Militär allein für die Sicherheit des Rahelgrabs zuständig sein sollte, die Zufahrtsstraße sollte eine gemischte israelisch-palästinensische Patrouille sichern. Nationalreligiösen Kritikern ging dies nicht weit genug. Sie forderten alleinige israelische Zuständigkeit auch für die Zugangsstraße. Diese war aber eine der Hauptstraßen Bethlehems. Der Bau einer neuen Zugangsstraße zum Rahelgrab wäre nur mittels Landenteignung möglich gewesen.
Jassir Arafat stimmte schließlich der von Israel gewünschten Änderung zu: Die Enklave Rahelgrab und die Zufahrtsstraße sollte weiterhin vom israelischen Militär kontrolliert werden. Mit dieser Einschränkung wurde am 1. Dezember 1995 der Autonomiebehörde die Kontrolle über Bethlehem übertragen.
Im September 1996, nach der Eröffnung eines neuen Ausgangs des Klagemauertunnels in Jerusalem, griff eine Gruppe militanter Palästinenser die am Rahelgrab stationierten israelischen Soldaten an und wurde von diesen mit Schüssen und Blendgranaten vertrieben. Seit dem Ausbruch der Zweiten Intifada Ende 2000 kam es mehrfach zu Zusammenstößen.
Ursprünglich befand sich das Rahelgrab außerhalb der geplanten israelischen Sperranlage. Premierminister Ariel Scharon erklärte dann aber, dass das Rahelgrab dem jüdischen Volk kostbar sei und eine Situation unerträglich wäre, in der jüdische Besucher keinen freien Zugang zu der Stätte hätten.
Ein israelischer Regierungsbeschluss vom 11. September 2002 regelte, dass das Rahelgrab von der israelischen Sperranlage umschlossen sein sollte. Dadurch wurde es praktisch in die Stadt Jerusalem einbezogen. Der geänderte Verlauf der Sperranlage durchschnitt Grundstücke der Bewohner Bethlehems. Am 3. Februar 2005 wies der Oberste Gerichtshof Israels einen Antrag der Bürgermeisterei Bethlehem auf Korrektur des Verlaufs der Sperranlage ab. Das Gericht entschied, dass die Planung der Sperranlage die Freiheit der religiösen Verehrung und die Bewegungsfreiheit der Anwohner gleichermaßen berücksichtige.
Im Jahr 2010 gab die israelische Regierung bekannt, dass das Rahelgrab und die Patriarchengräber in Hebron auf die Liste des israelischen Nationalerbes gesetzt werden sollten. Sie profitierten damit vom National Heritage Plan, der Mittel zum Ausbau ihrer Infrastruktur bereitstellte.
Die auf historischen Fotos und Kunstwerken oft dargestellte Außenansicht des kleinen Kuppelbaus ist heute nicht mehr nachvollziehbar, weil sie von militärischen Anlagen verdeckt wird.